# Tine Thing Helseth
Tine Thing Helseth, född 18 augusti 1987, är en norsk trumpetare från Oslo. 

## Diskografi
- Trumpet Concertos, Haydn, Albinoni, Neruda, Hummel - tillsammans med Det Norske Kammerorkester (2007)
- Mitt Hjerte Alltid Vanker (2009)

## Priser och utmärkelser
- Talentprisen 2004
- International Trumpet competition Theo Charlier 2005, 2:a pris
- Årets Musiker i Norge 2005
- Oslo Musikklærerforenings Ærespris 2005
- Eurovision Young Musicians Competition 2006, 2:a pris
- Yamaha Music Foundation Europe Scholarship 2006
- Den Norske Solistpris 2006
- Vinnare av NRKs "Virtuos"-konkurranse 2006
- KORK-prisen 2006
- Prins Eugens Kulturpris 2006
- NRK P2-solist 2006/2007
- Luitpold-priset som årets bästa och mest intressanta unga konstnär under Kissinger Sommer-festival 2007
- Spellemannprisen 2007 som årets nykomling